# 川崎市立新作小学校
川崎市立新作小学校（かわさきしりつ しんさくしょうがっこう）は、神奈川県川崎市高津区新作1丁目にある公立小学校。

## 沿革
出典
- 1985年（昭和60年）
  - 4月1日 - 開校。末長・橘・梶が谷の各小学校より、計488名の児童が転籍。
  - 時期不明 - 開校記念式典挙行。ふれあい農園完成。
- 1986年（昭和61年） - 開校記念学芸会を市民プラザで開催。
- 1989年（平成元年） - 教材園完成。
- 1990年（平成2年） - 視聴覚室にコンピュータ8台設置。
- 1991年（平成3年） - ジャンボすべり台完成。
- 1992年（平成4年） - 運動場改修。観察園・アスレチック完成。
- 1994年（平成6年） - 視聴覚室にコンピュータ20台設置。地域ふれあいフェスティバル始まる。創立10周年記念式典挙行。
- 1995年（平成7年） - 校庭で「どんど焼き」始まる。
- 2000年（平成12年） - 敷地内に「わくわくプラザ」開設。
- 2004年（平成16年） - 創立20周年記念式典挙行。
- 2005年（平成17年） - 各教室にインターホン設置。
- 2006年（平成18年） - 視聴覚室にコンピュータ40台設置。
- 2007年（平成19年） - 正門に電磁錠とカメラ付きインターホン設置。全校体力診断始まる。ネットデーにより、構内LAN配線完了。
- 2008年（平成20年） - 3学年以上の各教室にコンピュータ1台設置。文部科学省「全国児童生徒体力調査」協力校に指定。
- 2009年（平成21年） - 全ての普通教室にエアコン設置。
- 2010年（平成22年） - エレベーター設置。外壁改修工事。
- 2011年（平成23年） - 地上デジタル放送対応工事実施。トイレ改修完了。
- 2012年（平成24年） - ビオトープ完成。視聴覚室・図書室・校長室にエアコン設置。
- 2013年（平成25年） - 校庭に「わくわくプラザ」新築。窓ガラスに飛散防止フィルムを貼り付け。
- 2014年（平成26年） - 創立30周年記念式典挙行。
- 2015年（平成27年） - 防球ネットを3mに嵩上げする工事が完了。
- 2016年（平成28年） - 災害備蓄倉庫引き渡し。
- 2017年（平成29年） - 体育館・校舎外壁改修。
- 2019年（平成31年・令和元年） - 体育館トイレ改修。
- 2020年（令和2年） - GIGAスクール構想により、用校内Wifi環境整備。特別教室（図工室）を普通教室へ転換。
- 2021年（令和3年） - GIGAスクール構想用端末配置。特別教室（パソコン室）を普通教室へ転換。
- 2024年（令和6年） - 創立40周年記念式典挙行。新校舎完成。図工室復活。

## 教育目標
大地に根ざし、なかよくのびるすくすく麦っ子
- たしかな力（知育）
- やさしい心（徳育）
- たくまし心（体育・意志）

## 通学区域
出典
- 高津区
  - 新作1丁目（全域）
  - 新作2丁目（全域）
  - 新作3丁目（1番～3番、4番1号～4番11号、4番23号～13番、14番21号～14番終り、22番、27番11号～24号）
  - 末長1丁目（1番～5番、11番～39番）
  - 末長2丁目（1番～13番、16番以降）

## 進学先中学校
公立中学校に進学する場合
- 川崎市立橘中学校[3]

## 周辺
- 杉山神社
- 末長老人いこいの家
- 明鏡寺
- 市民プラザ通り（川崎市道）
- 川崎市民プラザ

## アクセス
- 川崎市営バス「溝23」系統で、「市民プラザ」バス停から、徒歩約355m・約6分。